# Skrzydłorzech

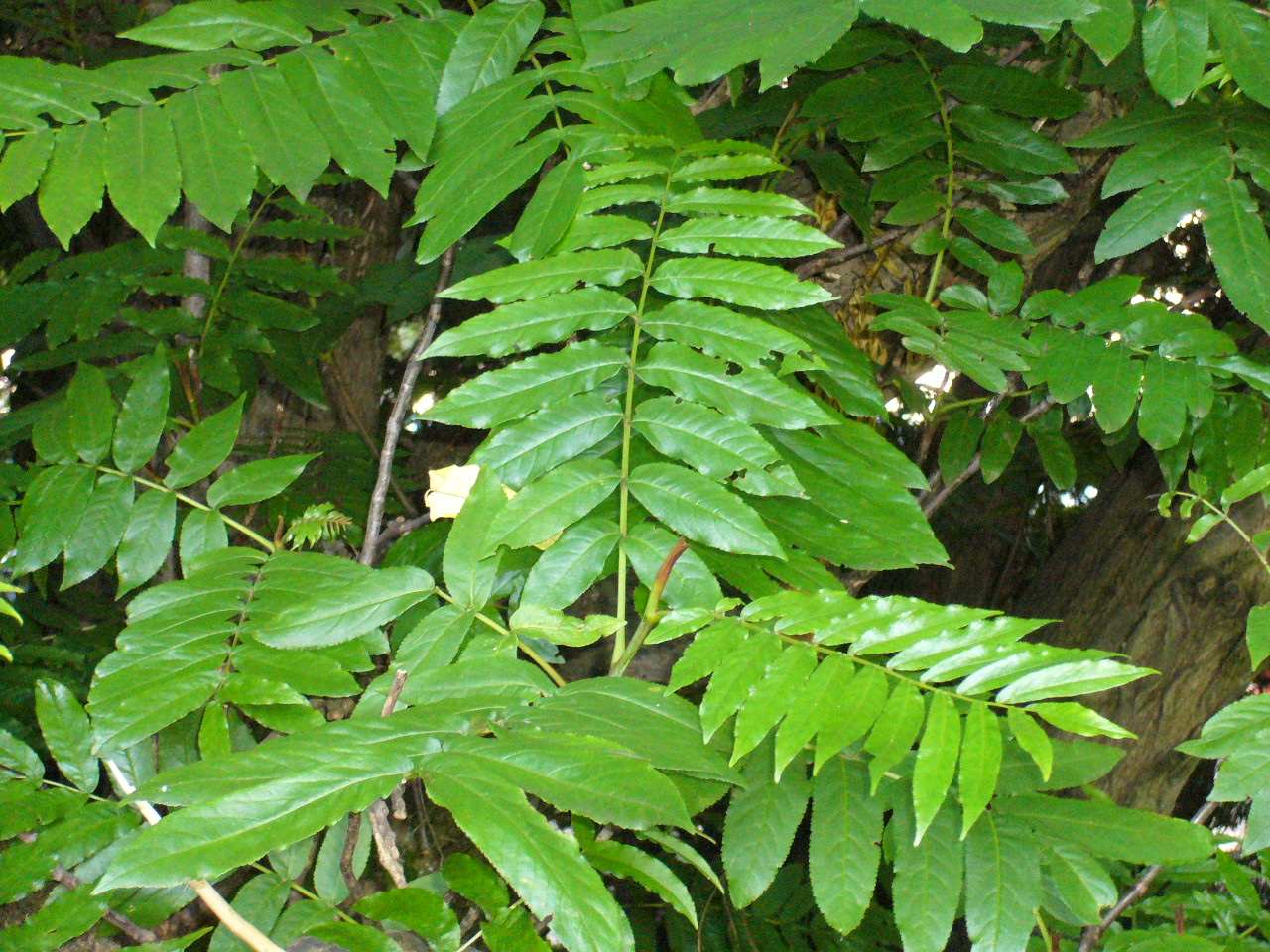
Liście skrzydłorzecha kaukaskiego.

Skrzydłorzech (Pterocarya Kunth) – rodzaj roślin z rodziny orzechowatych (Juglandaceae). Obejmuje 6 gatunków. Występują one naturalnie w Azji wschodniej i zachodniej, przy czym rodzaj najbardziej zróżnicowany jest w Chinach, gdzie rośnie 5 gatunków, z czego dwa są endemitami, dwa sięgają Japonii, a jeden rośnie też na Półwyspie Indochińskim. Jeden gatunek – skrzydłorzech kaukaski P. fraxinifolia występuje w lasach nad Morzem Kaspijskim i Czarnym oraz w rejonie Kaukazu (w Polsce ma status zadomowionego antropofita). Drzewa te rosną na ogół w lasach na siedliskach wilgotnych. Kwiaty rozwijają się wiosną wraz z liśćmi i są wiatropylne.
Ze względu na osiąganie okazałych rozmiarów drzewa z tego rodzaju sadzone są jako ozdobne w rozległych terenach zieleni parkowej. Sadzone są zwłaszcza: skrzydłorzech japoński, kaukaski (poza dużymi rozmiarami rozrasta się szybko za pomocą odrostów) oraz mieszaniec wyróżniający się szybkim wzrostem – Pterocarya × rehderiana (w dobrych warunkach roczne przyrosty sięgają 2 m, po 40 latach drzewo osiąga 40 m wysokości), jest przy tym bardziej mrozoodporny niż gatunki botaniczne z tego rodzaju.

## Morfologia
PokrójRośliny zwykle szybko rosnące, zależnie od gatunku w formie wysokich krzewów lub drzew do 35–40 m wysokości. Niektóre gatunki tworzą obficie odrosty. Pąki bez łusek okrywowych – zimą widoczne są w nich drobne, złożone liście (rzadziej u nasady takich pąków występują 2–4 łuski). Pędy posiadają rdzeń z blaszkowatymi przegrodami (podobnie jak u orzechów).
LiścieZrzucane przed zimą, skrętoległe i okazałe – osiągające do 60 cm długości. Są nieparzysto lub parzysto pierzasto złożone z 5–21 (czasem do 27) listków, o rozmiarach coraz to większych ku wierzchołkowi. Listki na brzegach są drobno piłkowane.
KwiatyDrobne i rozdzielnopłciowe (drzewa są jednopienne). Kwiaty męskie zebrane w kwiatostany w postaci kotek wyrastających w skupieniach po trzy. Okwiat zredukowany do drobnych działek kielicha w liczbie od jednej do czterech. Kwiaty wsparte są całobrzegą przysadką i dwoma podkwiatkami. Zawierają od 5 do 18 pręcików, z pylnikami nagimi lub owłosionymi. Kwiaty żeńskie wyrastają luźno skupione na długich kłosach. Każdy kwiat wsparty jest całobrzegą przysadką i dwoma podkwiatkami. Przylegają one do zalążni, ale nie zrastają się. Okwiat tworzą cztery działki także przyległe do zalążni. Ponad przysadki i kielich wystaje pierzaste, różowe, rozwidlone znamię rozwijające się na krótkiej szyjce słupka.
OwoceNiewielkie orzechy wyposażone w dwa skrzydełka powstające z okrywy kwiatu tworzonej ze zrośniętych podkwiatków. Kłosy na których rozwijają się owoce wydłużają się osiągając do 30 cm.

## Systematyka
Pozycja systematyczna
Rodzaj z rodziny orzechowate z rzędu bukowców. W obrębie rodziny należy do podrodziny Juglandoideae.
Wykaz gatunków
- Pterocarya fraxinifolia (Lam.) Spach – skrzydłorzech kaukaski
- Pterocarya hupehensis Skan
- Pterocarya macroptera Batalin
- Pterocarya rhoifolia Siebold & Zucc. – skrzydłorzech japoński
- Pterocarya stenoptera C. DC.
- Pterocarya tonkinensis (Franchet) Dode

Mieszaniec międzygatunkowy
- Pterocarya × rehderiana (P. fraxinifolia × P. stenoptera)